# Бранч (Арканзас)
Бранч (англ. Branch, Arkansas) — город, расположенный в округе Франклин (штат Арканзас, США) с населением в 357 человек по статистическим данным переписи 2000 года.

## География
По данным Бюро переписи населения США город Бранч имеет общую площадь в 9,32 квадратных километров, водных ресурсов в черте населённого пункта не имеется.
Бранч расположен на высоте 142 метра над уровнем моря.

## Демография
По данным переписи населения 2000 года в Бранче проживало 357 человек, 106 семей, насчитывалось 141 домашнее хозяйство и 155 жилых домов. Средняя плотность населения составляла около 38,8 человек на один квадратный километр. Расовый состав Бранча по данным переписи распределился следующим образом: 96,08 % белых, 1,68 % — коренных американцев, 0,84 % — азиатов, 0,84 % — представителей смешанных рас, 0,56 % — других народностей. Испаноговорящие составили 0,56 % от всех жителей города.
Из 141 домашних хозяйств в 31,9 % — воспитывали детей в возрасте до 18 лет, 63,8 % представляли собой совместно проживающие супружеские пары, в 6,4 % семей женщины проживали без мужей, 24,8 % не имели семей. 21,3 % от общего числа семей на момент переписи жили самостоятельно, при этом 7,8 % составили одинокие пожилые люди в возрасте 65 лет и старше. Средний размер домашнего хозяйства составил 2,53 человек, а средний размер семьи — 2,92 человек.
Население города по возрастному диапазону по данным переписи 2000 года распределилось следующим образом: 24,4 % — жители младше 18 лет, 7,0 % — между 18 и 24 годами, 29,7 % — от 25 до 44 лет, 24,6 % — от 45 до 64 лет и 14,3 % — в возрасте 65 лет и старше. Средний возраст жителей составил 37 лет. На каждые 100 женщин в Бранче приходилось 108,8 мужчин, при этом на каждые сто женщин 18 лет и старше приходилось 103,0 мужчин также старше 18 лет.
Средний доход на одно домашнее хозяйство в городе составил 29 531 доллар США, а средний доход на одну семью — 33 750 долларов. При этом мужчины имели средний доход в 21 875 долларов США в год против 17 266 долларов среднегодового дохода у женщин. Доход на душу населения в городе составил 15 317 долларов в год. 6,9 % от всего числа семей в округе и 9,9 % от всей численности населения находилось на момент переписи населения за чертой бедности, при этом 16,9 % из них были моложе 18 лет.